# Hématimètre
Un hématimètre est une lame de verre spécifique permettant le comptage cellulaire au microscope. Elle se présente sous la forme d'une lame quadrillée possédant des chambres de numérations. Le volume des chambres de numérations doivent être connus pour pouvoir réaliser le comptage. 

L'estimation du nombre de cellules par volume chez le mélange initial peut se faire grâce à l'équation suivante :

Les hématimètres peuvent différer par le quadrillage et leurs volumes et ainsi convenir plus spécifiquement à certains comptages cellulaires (cellules eucaryotes ou bactéries) :
- Cellule de Malassez
- Cellule de Thoma
- Cellule de Neubauer
- Cellule de Lemaur
- Cellule de Nageotte
- Cellule de Kova